# Два приношения: горькое и сладкое
«Два приношения: горькое и сладкое» — инсталляция Александра Кислякова и Юрия Шабельникова.

## О проекте
Инсталляция «Два приношения: горькое и сладкое» была создана Александром Кисляковым и Юрием Шабельниковым в 1995 году и выставлена с 8 по 14 мая 1995 года в выставочном зале таганрогского Музея Градостроительства и быта. Продюсер проекта — Ольга Зуева.
По стенам выставочного зала были расположены маленькие консоли со 144 стаканами водки, прикрытыми ломтиками чёрного хлеба. В центре зала, на столе, застеленном белоснежной скатертью, располагался огромный торт в форме берлинского Рейхстага и тарелки со столовыми приборами.
Инсталляция «Два приношения: горькое и сладкое» была включена городской администрацией в конкурсную программу, посвящённую 50-летию Победы. И удивительным образом заняла третье место в конкурсной программе. По условиям конкурса, работы, завоевавшие призовые места, должны были быть переданы в Фонд Таганрогского художественного музея.